# Liste des ports de commerce français
Vous pouvez aider à l'améliorer ou bien discuter des problèmes sur sa page de discussion.
- Certaines informations devraient être mieux reliées aux sources mentionnées dans la bibliographie ou les liens externes. Améliorez sa vérifiabilité en les associant par des références. (Marqué depuis décembre 2023)
- Il est à actualiser. Certains passages sont obsolètes ou annoncent des événements désormais passés. (Marqué depuis décembre 2023)

Cette liste présente les ports maritimes de commerce français, avec l'indication du trafic en 2023 pour les marchandises et pour les passagers (sauf indication contraire), de la collectivité compétente et de l'organisme chargé de gérer les installations portuaires.

## Carte de France
| \| Dunkerque Calais Boulogne Le Tréport Dieppe Le Havre Rouen Caen-Ouistreham Cherbourg Granville St-Malo Légué Lézardrieux Pontrieux Tréguier Morlaix Roscoff Brest Landerneau Douarnenez Quimper Concarneau Lorient Vannes Redon Nantes-St-Nazaire Port-Joinville Sables-d'Olonne La Rochelle Tonnay Rochefort Royan Bordeaux Bayonne Saint-Jean-de-Luz Port-Vendres Port-la-Nouvelle Sète Marseille Toulon Nice Bastia L'Île-Rousse Calvi Ajaccio Propriano Bonifacio Porto- · Vecchio \| Localisation des ports de commerce métropolitains. |
| Dunkerque Calais Boulogne Le Tréport Dieppe Le Havre Rouen Caen-Ouistreham Cherbourg Granville St-Malo Légué Lézardrieux Pontrieux Tréguier Morlaix Roscoff Brest Landerneau Douarnenez Quimper Concarneau Lorient Vannes Redon Nantes-St-Nazaire Port-Joinville Sables-d'Olonne La Rochelle Tonnay Rochefort Royan Bordeaux Bayonne Saint-Jean-de-Luz Port-Vendres Port-la-Nouvelle Sète Marseille Toulon Nice Bastia L'Île-Rousse Calvi Ajaccio Propriano Bonifacio Porto- · Vecchio                                                          |

## Classement des ports de commerce (rapport 2022)
| Rang | Nom                                    | Ville                                 | Département                    | Région                     | Tonnes de marchandises | Passagers                  | Commentaire |
| ---- | -------------------------------------- | ------------------------------------- | ------------------------------ | -------------------------- | ---------------------- | -------------------------- | --- |
| 1    | HAROPA Port                            | Le Havre (siège social), Rouen, Paris | Seine-Maritime, Hauts-de-Seine | Normandie, Île-de-France   | 106 000 000            | 300 000                    | - 1er établissement portuaire de France pour le commerce extérieur - 1er port fluvial européen pour le transport de passagers - 1er port ouest-européen exportateur de céréales - 1er hub logistique de France - 4e port nord-européen en tonnage - 5e port nord-européen en EVP |
| 2    | Marseille Fos                          | Marseille                             | Bouches-du-Rhône               | Provence-Alpes-Côte d'Azur | 77 000 000             | 3 000 000                  | - 1er port de France pour le commerce extérieur - 1er port méditerranéen - 1er port français pour le transport de passagers |
| 3    | Grand Port Maritime de Dunkerque       | Dunkerque                             | Nord                           | Hauts-de-France            | 49 000 000             | 1 678 000                  | |
| 4    | Port Boulogne Calais                   | Calais, Boulogne-Sur-Mer              | Pas-de-Calais                  | Hauts-de-France            | 37 999 627             | 6 109 426                  | 1er port de pêche français |
| 5    | Nantes Saint-Nazaire Port              | Saint-Nazaire, Nantes                 | Loire-Atlantique               | Pays de la Loire           | 29 700 000             |                            | |
| 6    | Grand Port Maritime de Bordeaux        | Bordeaux                              | Gironde                        | Nouvelle-Aquitaine         | 6 549 440              |                            | |
| 7    | Port Atlantique La Rochelle            | La Rochelle                           | Charente-Maritime              | Nouvelle-Aquitaine         | 9 616 153              | 65 945                     | |
| 8    | Port de Sète                           | Sète                                  | Hérault                        | Occitanie                  | 5 302 106              | 207 000                    | |
| 9    | Port Autonome de la Nouvelle-Calédonie | Nouméa                                | Nouvelle-Calédonie             | Nouvelle-Calédonie         | 3 985 596              | 57 000                     | |
| 10   | Port de Bayonne                        | Bayonne                               | Pyrénées-Atlantiques           | Nouvelle-Aquitaine         | 2 051 891              |                            | |
| 11   | Grand Port Maritime de Guadeloupe      | Pointe-à-Pitre                        | Guadeloupe                     | Guadeloupe                 | 4 222 837 (2021)       | 566 214 (2021)             | |
| 12   | Grand Port Maritime de La Réunion      | La Pointe-des-Galets                  | La Réunion                     | La Réunion                 | 5 651 287              | 12 775                     | |
| 13   | Port de Commerce Caen-Ouistreham       | Caen                                  | Calvados                       | Normandie                  | 2 509 000 (2021)       | 918 987 (2017)             | |
| 14   | Cherbourg Port                         | Cherbourg                             | Manche                         | Normandie                  | 3 580 000              | 490 000 (estimation)       | |
| 15   | Port de Lorient                        | Lorient                               | Morbihan                       | Bretagne                   | 2 700 000              | 6 445 (mai-septembre 2023) | |
| 16   | Grand Port Maritime de la Martinique   | Fort-de-France                        | Martinique                     | Martinique                 | 2 699 632              | 453 676                    | |
| 17   | Port de Brest                          | Brest                                 | Finistère                      | Bretagne                   | 2 600 000              | 21 000                     | |
| 18   | Port de Dieppe                         | Dieppe                                | Seine-Maritime                 | Normandie                  | 1 102 122              | 372 055                    | |
| 19   | Port de Bastia                         | Bastia                                | Haute-Corse                    | Corse                      | 1 144 139              | 1 005 920                  | |
| 20   | Port-la-Nouvelle                       | Port-la-Nouvelle                      | Aude                           | Occitanie                  | 1 538 222              |                            | |
| 21   | Port de Saint-Malo et Cancale          | Saint-Malo                            | Ille-et-Vilaine                | Bretagne                   | 1 289 858              | 1 111 504 (2019)           | |
| 22   | Port d'Ajaccio                         | Ajaccio                               | Corse-du-Sud                   | Corse                      | 1 137 574              | 775 993 (2021)             | |
| 23   | Ports rade de Toulon                   | Toulon                                | Var                            | Provence-Alpes-Côte d'Azur | 54 100                 | 143 000                    | Principal port militaire de France |
| 25   | Dégrad des Cannes                      | Remire-Montjoly                       | Guyane                         | Guyane                     | 1 015 303 (2024)       |                            | |
| 26   |                                        | Les Sables-d'Olonne                   | Vendée                         | Pays de la Loire           | 835 000                |                            | |
| 27   |                                        | Nice                                  | Alpes-Maritimes                | Provence-Alpes-Côte d'Azur | 713 000                | 652 000 (2019)             | |
| 28   |                                        | Roscoff-Bloscon                       | Finistère                      | Bretagne                   | 633 000                | 546 504 (2018)             | |
| 29   |                                        | Rochefort                             | Charente-Maritime              | Nouvelle-Aquitaine         | 554 000                |                            | |
| 30   |                                        | Longoni                               | Mayotte                        | Mayotte                    | 467 000                | 13 970                     | |
| 31   |                                        | Tonnay-Charente                       | Charente-Maritime              | Nouvelle-Aquitaine         | 459 000                |                            | |
| 32   |                                        | Le Tréport                            | Seine-Maritime                 | Normandie                  | 373 000                |                            | |
| 33   |                                        | Légué                                 | Côtes-d'Armor                  | Bretagne                   | 343 000                |                            | |
| 34   |                                        | Quimper-Corniguel                     | Finistère                      | Bretagne                   | 247 000                |                            | |
| 35   |                                        | Port-Vendres                          | Pyrénées-Orientales            | Occitanie                  | 210 000                | 37 700                     | |
| 36   |                                        | Granville                             | Manche                         | Normandie                  | 197 000                | 44 100                     | Premier port coquillier de France |
| 37   |                                        | Porto-Vecchio                         | Corse-du-Sud                   | Corse                      | 182 000                | 203 081 (2019)             | |
| 38   |                                        | Pontrieux                             | Côtes-d'Armor                  | Bretagne                   | 115 000                |                            | |
| 39   |                                        | Propriano                             | Corse-du-Sud                   | Corse                      | 103 000                | 81 064 (2019)              | |
| 40   |                                        | Tréguier                              | Côtes-d'Armor                  | Bretagne                   | 97 000                 |                            | |
| 41   |                                        | L'Île-Rousse                          | Haute-Corse                    | Corse                      | 93 100                 | 340 856 (2019)             | |
| 42   |                                        | Redon                                 | Ille-et-Vilaine                | Bretagne                   | 91 400                 |                            | |
| 43   |                                        | Calvi                                 | Haute-Corse                    | Corse                      | 88 500                 | 233 000                    | |
| 44   |                                        | Port-Joinville                        | Vendée                         | Pays de la Loire           | 78 400                 |                            | |
| 45   |                                        | Saint-Pierre-et-Miquelon              | Saint-Pierre-et-Miquelon       | Saint-Pierre-et-Miquelon   | 56 000                 | 34 300                     | |
| 46   |                                        | Douarnenez                            | Finistère                      | Bretagne                   | 41 900                 |                            | |
| 47   |                                        | Royan                                 | Charente-Maritime              | Nouvelle-Aquitaine         | 39 900                 |                            | Grand port de plaisance |
| 48   |                                        | Vannes                                | Morbihan                       | Bretagne                   | 29 200                 |                            | |
| 49   |                                        | Bonifacio                             | Corse-du-Sud                   | Corse                      | 23 140                 | 291 821 (2019)             | |
| 50   |                                        | Concarneau                            | Finistère                      | Bretagne                   | 21 800                 |                            | |
| 51   |                                        | Lézardrieux                           | Côtes-d'Armor                  | Bretagne                   | 19 450                 |                            | |
| 52   |                                        | Landerneau                            | Finistère                      | Bretagne                   | 12 750                 |                            | |
| 53   |                                        | Morlaix                               | Finistère                      | Bretagne                   | 8 090                  |                            | |